# Asparagòidies
Les asparagòidies (nom científic Asparagoideae) formen una subfamília de plantes monocotiledònies amb una diversitat d'hàbitats, amb rizoma horitzontal o vertical, distribuïdes pel Vell Món (Asparagus, potser amb 290 espècies) i Mèxic (Hemiphylacus, unes poques espècies). Asparagus posseeix òrgans fotosintètics aplanats que han estat subjecte de molta controvèrsia, però, la majoria dels autors els consideren tiges aplanats. Asparagus posseeix fulles reduïdes a escates no fotosintètiques que porten en la seva axil·la filoclades verds, solitaris a bigarrats, circulars a aplanats en secció transversal, i el fruit és una baia. La família va ser reconeguda per sistemes de classificació moderns com el sistema de classificació APG II de 2003 y el APWeb (2001 en endavant), 
si bé l'APG II deixa l'opció d'incloure-la en un Asparagaceae sensu batego juntament amb altres famílies emparentades (vegeu Asparagales per a una discussió d'aquest últim clade).
Si bé com aquí circumscrita és una subfamília monofilètica, és de recent reconeixement: els seus gèneres en sistemes de classificació més antics eren inclosos en una àmplia circumscripció de Liliaceae (Asparagus ) o en Asphodelaceae (Hemiphylacus).

## Descripció

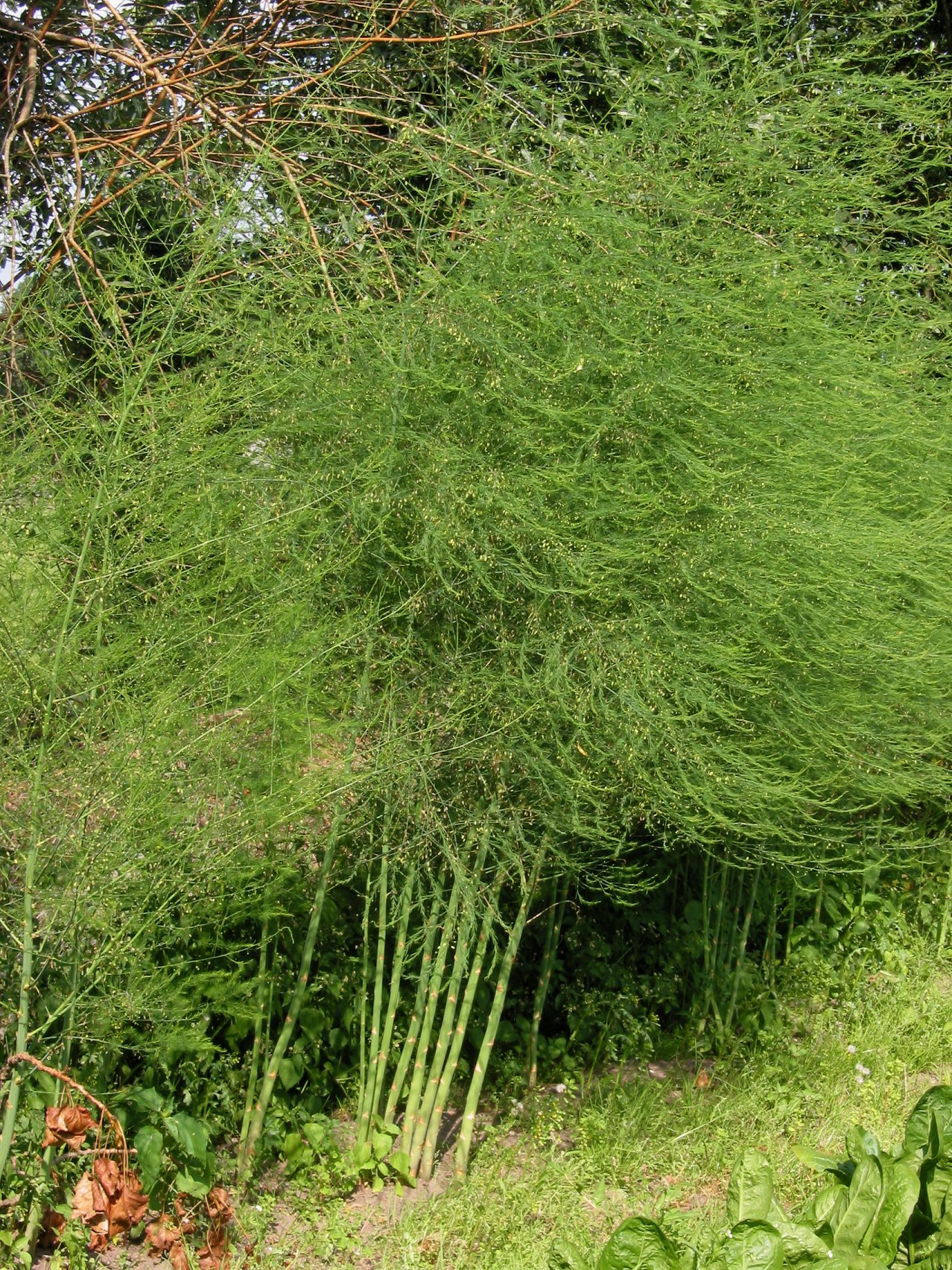
Hàbitat dAsparagus officinalis. Mireu les fulles reduïdes i les inflorescències naixent en l'axil·la de les fulles.

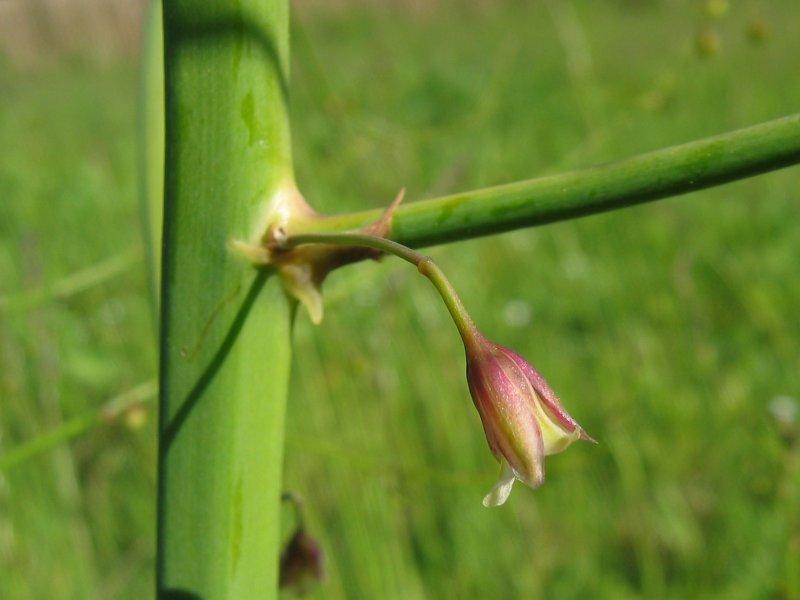
Flor dAsparagus officinalis, l'espàrrec.

herbes rizomatoses a arbusts, o enfiladisses a enroscadores, tiges llenyoses a què es marceixen anualment, normalment verds, els verds associats amb fulles escamoses formant filoclades folioses, o tiges reduïdes. Presenten saponines esteroidees i olis essencials. Pèls simples.
Fulles alternes i espirals, simples, de marge sencer, normalment reduïdes, més o menys escamoses, amb esperó basal espinosa, la venació indistinta, sense estípules.
Inflorescències determinades, a vegades reduïdes a una única flor, axil·lars.

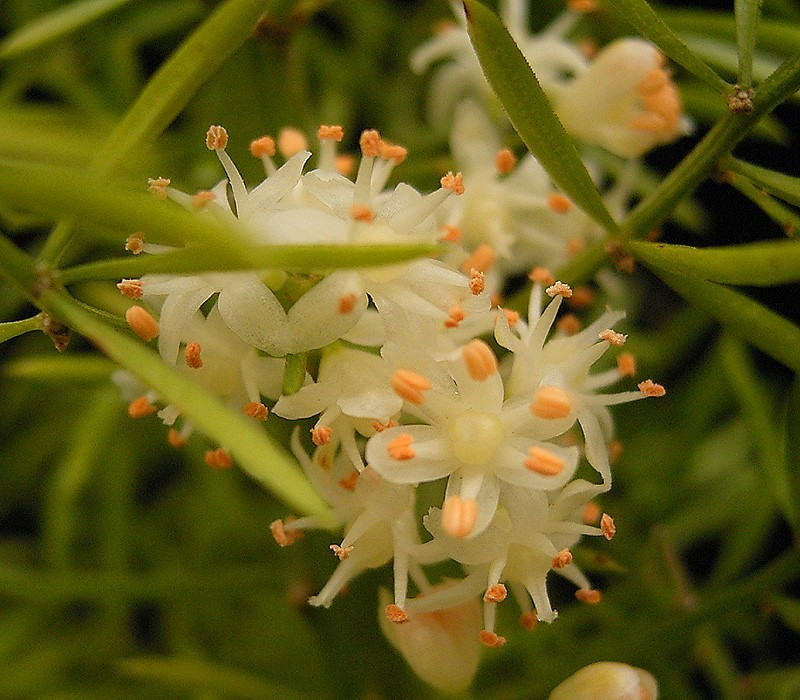
Flor dAsparagus densiflorus, l'espàrrec.

Flors bisexuals o unisexuals (aleshores plantes monoiques o dioiques), radials, normalment petites.
Tèpals 6, més o menys separats, petaloïdeus, imbricats.
Estams normalment 6, representats per estaminodis en flors carpelades, filaments separats a connats, adnats als tèpals.
Pol·len monosolcat.
Carpels 3, connats, ovari súper, amb placentació axil·lar, estigma normalment 1, capitat a 3-lobat. Òvuls 1 a molts a cada lòcul, anàtrops a més o menys ortòtrops, megagametòfit corbat-asimètric.
Nectaris en els septes de l'ovari.
El fruit normalment és una baia de poques llavors.
Les llavors són angulars a més o menys globoses. La coberta seminal amb fitomelanines (una crosta negra) i les capes internes col·lapsades.

## Ecologia
Àmpliament distribuïdes al Vell Món des d'Europa fins a Àfrica a l'est d'Àsia, Malàisia i Austràlia ( Asparagus ) i disjuntes a Mèxic (Hemiphylacus). La família és característica de regions de climes àrids a mediterranis.
Les flors d'Asparagus són pol·linitzades per diversos tipus d'abelles i escarabats.
Els fruits normalment vermells a blaus o negres són dispersats per ocells.

## Filogènia
La monofília d'Asparagoideae està sostinguda per unes poques característiques embriològiques, és a dir, el mega-gametòfit és corbat-asimètric i es torna més així durant el desenvolupament, i l'òvul té una epidermis nuclear persistent de cèl·lules allargades riques en citoplasma (Rudall et al. 1998). La majoria de les espècies pertany al gran gènere Asparagus, un clade diagnosticat per moltes especialitzacions morfològiques distintives (fulles reduïdes a escates no fotosintètiques que porten en la seva axil·la filoclades verds, solitaris a bigarrats, terete-circulars en la secció transversal-a aplanats, i el fruit és una baia). Anàlisi filogenètics basats en ADN publicats recentment (Chase et al. 1995a, 1996, Fay et al. 2000, Rudall et al. 1997a, b) també sostenen la monofilia Asparagoideae (incloses tant a Asparagus com a Hemiphylacus).,
Els òrgans fotosintètics aplanats d'Asparagus han estat subjecte de molt estudi i una controvèrsia gairebé interminable (ver Judd 2001, Kubitzki i Rudall 1998), però, la majoria dels autors els consideren tiges aplanades. És curiós que branques fotosintètics similars han evolucionat independentment en Ruscus i els seus parents (Ruscaceae, ara subfamília Nolinoideae de Asparagaceae sensu batego). Certament, Nolinoideae i Asparagoideaae són parents propers.

## Taxonomia
Introducció teòrica a Taxonomia
La subfamília va ser reconeguda per l'APG III (2009). La subfamília ja havia estat reconeguda per l'APG II (2003).
2 gèneres, 305 espècies, segons Judd et al. 2007 i l'APWeb (visitat el gener de 2009):
- Asparagus
- Hemiphylacus

## Importància econòmica

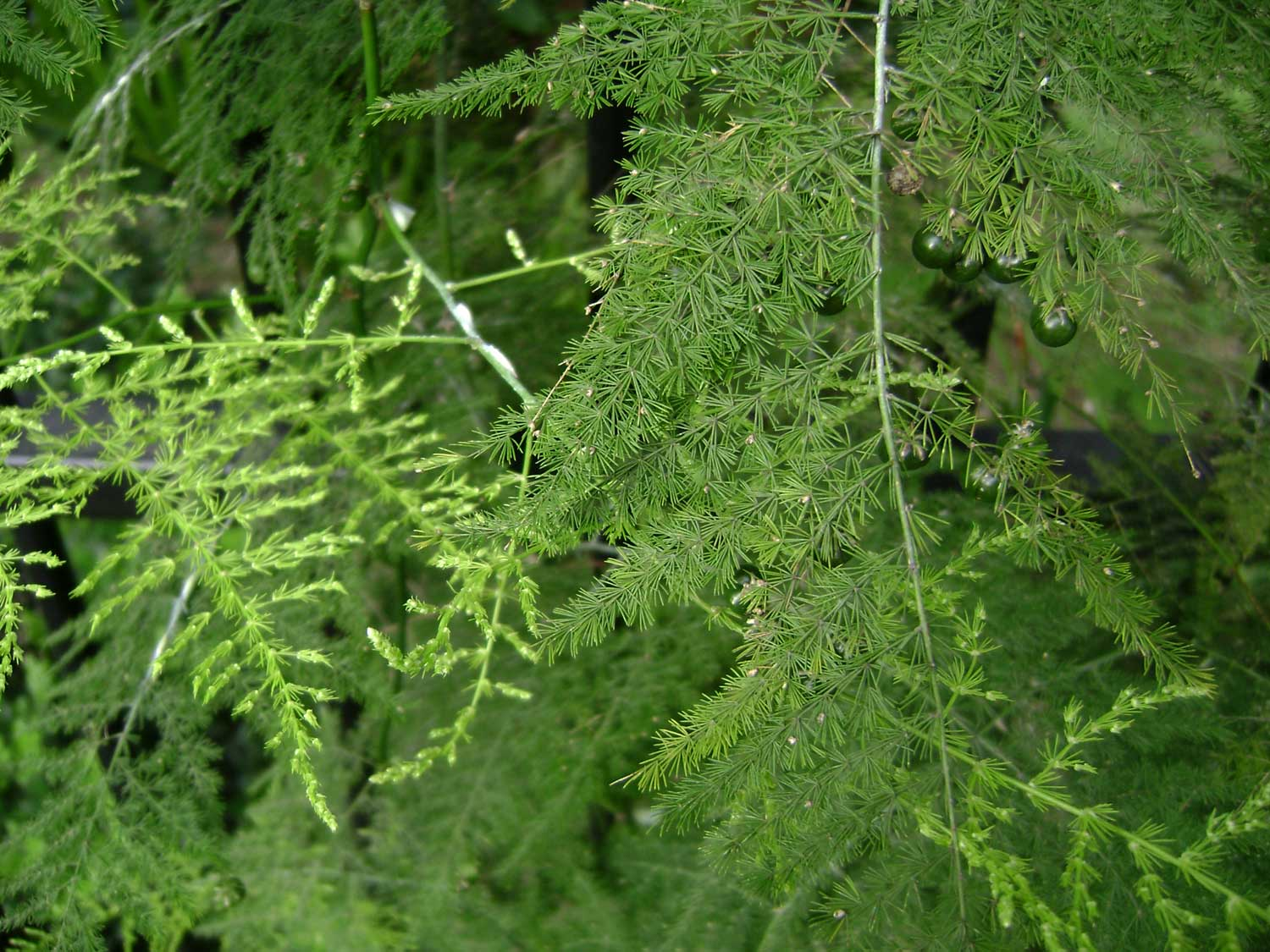
Hábito de Asparagus setaceus, la "falguera plomosa".

Les tiges joves d'Asparagus officinalis són menjats com un vegetal.
Nombroses espècies d'Asparagus són utilitzades a la medicina.
Nombroses espècies són populars com ornamentals, per exemple Asparagus setaceus, la "falguera plomosa".